# Джаната
Джа́ната па́ртия (Народная партия), политическая партия Индии в 1977—1980. Создана в результате объединения партий Бхарат Джана сангх, Бхарат лок дал, Социалистической партии, Конгресса за демократию и одной из фракций Индийского национального конгресса, с целью отстранить от власти премьер-министра, главу партии Индийский национальный конгресс Индиру Ганди, которую они обвиняли в авторитаризме, непотизме и коррупции.
Оппоненты И. Ганди сплотились вокруг одного из ветеранов борьбы за независимость Джаяпракаша Нараяна. Использование правительством чрезвычайного положения в борьбе с широкой оппозицией придало последней больше популярности, поскольку по форме политическое противостояние напоминало относительно недавнюю борьбу индийцев за независимость.
Джаната партия победила на парламентских выборах 1977, став первой партией, которая нанесла поражение Индийскому национальному конгрессу. Сформированное ей правительство восстановило дипломатические отношения с КНР (хотя прогресс в двусторонних отношениях начался еще при прежнем правительстве И. Ганди), улучшил отношения с Пакистаном и отстаивал на мировой арене индийскую ядерную политику. Был создан трибунал для расследования злоупотреблений во время чрезвычайного положения, которому, однако, не удалось привлечь к ответственности И. Ганди.
Объединяя идеологически разные политические силы (от консерваторов до социалистов), Джаната партия оказалась недостаточно прочной организацией, не смогла предупредить рост дезорганизации и неэффективности в управлении, а также проявления коррупции среди её членов. В 1980 она проиграла парламентские выборы новой партии Индийский национальный конгресс (Индира) и перенесла несколько расколов в 1980-е.
Члены Джаната партии, которые пришли в неё из Бхарат Джана сангхи, позже создали Бхаратия джаната партию и Джаната дал. Сегодня остатки бывшей Джаната партии, которая официально сохранила это название, играют незначительную роль в индийской политике и не представлены в федеральном парламенте. В региональной политике партия обычно выступает в альянсе с Бхаратия Джаната партией.
Политическое наследие Джаната партии заключается в примере начинания народного движения против авторитарного правительства, в защиту демократии и фундаментальных свобод. Партия стала символом для тех политиков и политических партий, которые выступают против Индийского национального конгресса, которым по сей день руководит семья Неру — Ганди. Опыт Джаната партии использовался коалиционными структурами индийской политической системы в период со второй половины 1990-х до середины 2000-х.

## Экономическая политика
Правительство Джаната не достигло значительных успехов в экономических реформах. Была запущена шестая пятилетка с целью повышения сельскохозяйственного производства. Стремясь содействовать экономической самостоятельности страны, правительство потребовало от транснациональных корпораций действовать в партнерстве с индийскими компаниями. Такого рода спорная политика привела к уменьшению иностранных инвестиций и громкому уходу таких корпораций как Coca-Cola и IBM из Индии. Но правительство было не в состоянии решить вопросы роста инфляции, нехватки топлива, безработицы и бедности.